# Assina Bindimono Rufine
 (novembre 2020).
Assina Bindimono Rufine, est une femme politique de la république démocratique du congo, né à Lubutu le 27 juin en 1963,,.
Elle est élue députée nationale aux élections législatives du 30 décembre 2018 dans la circonscription électorale de Punia,.
Elle est membre du parti politique UNC. Elle occupe le poste de 1re Vice-Présidente du réseau des femmes parlementaires de la république démocratique du Congo.